# Ronde van Frankrijk 2025/Negende etappe
De negende etappe van de Ronde van Frankrijk 2025 werd verreden op 13 juli. Tim Merlier won de etappe na een massasprint, nadat Mathieu van der Poel in de slotkilometer werd bijgehaald.

## Parcours
De etappe startte in Chinon. De tussensprint lag na 24,2 kilometer in La Belle Indienne, een wijk in de gemeente Sérigny. Na 174,1 kilometer over grotendeels vlak terrein lag de aankomst in Châteauroux, dat voor deze Tour was omgedoopt tot Cavendish City.

## Koersverloop
Dit overzicht is mogelijk incompleet; u kunt helpen door het uit te breiden.

## Uitslag etappe
| Chinon – Châteauroux (174,1 km) |                   |                         |          |
| Plaats                          | Naam              | Ploeg                   | Tijd     |
| Winnaar                         | Tim Merlier       | Soudal Quick-Step       | 3u28'52" |
| 2                               | Jonathan Milan    | Lidl-Trek               | z.t.     |
| 3                               | Arnaud De Lie     | Lotto                   | z.t.     |
| 4                               | Pavel Bittner     | Picnic PostNL           | z.t.     |
| 5                               | Paul Penhoët      | Groupama-FDJ            | z.t.     |
| 6                               | Biniam Girmay     | Intermarché-Wanty       | z.t.     |
| 7                               | Phil Bauhaus      | Bahrain-Victorious      | z.t.     |
| 8                               | Jordi Meeus       | Red Bull-BORA-hansgrohe | z.t.     |
| 9                               | Stian Fredheim    | Uno-X Mobility          | z.t.     |
| 10                              | Kaden Groves      | Alpecin-Deceuninck      | z.t.     |
|                                 |                   |                         |          |
| 15                              | Dylan Groenewegen | Jayco AlUla             | z.t.     |

 –  Jonas Rickaert was de strijdlustigste renner van de etappe.

## Klassementen

### Algemeen klassement
| Algemeen klassement (gele trui) |                      |                         |           |
| Plaats                          | Naam                 | Ploeg                   | Tijd      |
| Gele trui                       | Tadej Pogačar        | UAE Team Emirates-XRG   | 33u17'22" |
| 2                               | Remco Evenepoel      | Soudal Quick-Step       | + 54"     |
| 3                               | Kévin Vauquelin      | Arkéa-B&B Hotels        | + 1'11"   |
| 4                               | Jonas Vingegaard     | Visma \| Lease a Bike   | + 1'17"   |
| 5                               | Matteo Jorgenson     | Visma \| Lease a Bike   | + 1'34"   |
| 6                               | Mathieu van der Poel | Alpecin-Deceuninck      | + 1'46"   |
| 7                               | Oscar Onley          | Picnic PostNL           | + 2'49"   |
| 8                               | Florian Lipowitz     | Red Bull-BORA-hansgrohe | + 3'02"   |
| 9                               | Primož Roglič        | Red Bull-BORA-hansgrohe | + 3'06"   |
| 10                              | Mattias Skjelmose    | Lidl-Trek               | + 3'43"   |

### Puntenklassement
| Puntenklassement (groene trui) |                      |                       |        |
| Plaats                         | Naam                 | Ploeg                 | Punten |
| Groene trui                    | Jonathan Milan       | Lidl-Trek             | 227    |
| 2                              | Tadej Pogačar        | UAE Team Emirates-XRG | 156    |
| 3                              | Biniam Girmay        | Intermarché-Wanty     | 151    |
| 4                              | Tim Merlier          | Soudal Quick-Step     | 150    |
| 5                              | Mathieu van der Poel | Alpecin-Deceuninck    | 128    |
| 6                              | Anthony Turgis       | TotalEnergies         | 106    |
| 7                              | Jonas Vingegaard     | Visma \| Lease a Bike | 80     |
| 8                              | Kaden Groves         | Alpecin-Deceuninck    | 67     |
| 9                              | Remco Evenepoel      | Soudal Quick-Step     | 56     |
| 10                             | Oscar Onley          | Picnic PostNL         | 56     |

### Bergklassement
| Bergklassement (bolletjestrui) |                  |                        |        |
| Plaats                         | Naam             | Ploeg                  | Punten |
| Bolletjestrui                  | Tim Wellens      | UAE Team Emirates-XRG  | 8      |
| 2                              | Tadej Pogačar    | UAE Team Emirates-XRG  | 7      |
| 3                              | Ben Healy        | EF Education-EasyPost  | 4      |
| 4                              | Jonas Vingegaard | Visma \| Lease a Bike  | 4      |
| 5                              | Ewen Costiou     | Arkéa-B&B Hotels       | 3      |
| 6                              | Michael Storer   | Tudor Pro Cycling Team | 3      |
| 7                              | Quinn Simmons    | Lidl-Trek              | 2      |
| 8                              | Lenny Martinez   | Bahrain Victorious     | 2      |
| 9                              | Benjamin Thomas  | Cofidis                | 2      |
| 10                             | Kévin Vauquelin  | Arkéa-B&B Hotels       | 1      |

### Jongerenklassement
| Jongerenklassement (witte trui) |                     |                         |           |
| Plaats                          | Naam                | Ploeg                   | Tijd      |
| Witte trui                      | Remco Evenepoel     | Soudal Quick-Step       | 33u18'16" |
| 2                               | Kévin Vauquelin     | Arkéa-B&B Hotels        | + 17"     |
| 3                               | Oscar Onley         | Picnic PostNL           | + 1'55"   |
| 4                               | Florian Lipowitz    | Red Bull-BORA-hansgrohe | + 2'08"   |
| 5                               | Mattias Skjelmose   | Lidl-Trek               | + 2'49"   |
| 6                               | Ben Healy           | EF Education-EasyPost   | + 3'01"   |
| 7                               | Carlos Rodríguez    | INEOS Grenadiers        | + 3'57"   |
| 8                               | Romain Grégoire     | Groupama-FDJ            | + 10'15"  |
| 9                               | Jenno Berckmoes     | Lotto                   | + 10'46"  |
| 10                              | Axel Laurance       | INEOS Grenadiers        | + 18'44"  |
|                                 |                     |                         |           |
| 15                              | Frank van den Broek | Picnic PostNL           | + 29'27"  |

### Ploegenklassement
| Plaats | Ploeg                           | Tijd      |
| ------ | ------------------------------- | --------- |
|        | Team Visma \| Lease a Bike      | 99u56'32" |
| 2      | UAE Team Emirates-XRG           | + 7'53"   |
| 3      | Groupama-FDJ                    | + 13'07"  |
| 4      | Arkéa-B&B Hotels                | + 14'17"  |
| 5      | Decathlon AG2R La Mondiale Team | + 16'37"  |

## Uitvallers
- João Almeida (UAE Team Emirates-XRG): Almeida was twee dagen eerder ten val gekomen. De gebroken rib die hij aan die valpartij over had gehouden zorgde er alsnog voor dat hij opgaf.[3]

1e etappe ·
2e etappe ·
3e etappe ·
4e etappe ·
5e etappe ·
6e etappe ·
7e etappe ·
8e etappe ·
9e etappe ·
10e etappe ·
11e etappe ·
12e etappe ·
13e etappe ·
14e etappe ·
15e etappe ·
16e etappe ·
17e etappe ·
18e etappe ·
19e etappe ·
20e etappe ·
21e etappe
Startlijst · Eindstanden · Afbeeldingen